# Уанда Д'Исидоро
Уанда Катерин Д'Исидоро Арколин (на испански: Wanda Catherine D'Isidoro Arcolín) е венецуелска актриса.

## Биография
Родена е на 20 октомври, 1977 в Бостън, Масачузетс, САЩ. Първата ѝ изява в телевизията е през 1992 г. в теленовелата „Circo complice“. По известни са ролите ѝ в теленовели за компания Телемундо, като Призракът на Елена (2010), Камериерка в Манхатън (2011/12), Лицето на отмъщението (2012) и Света дяволица (2013).

## Награди
На наградите „Premios Tu Mundo“ 2012 г. получава отличието за най-добра актриса в поддържаща роля за участието си в теленовелата Лицето на отмъщението.

## Филмография
- Кралица на сърца (Reina de Corazones) (2014) – Сусана Сантияна
- Света дяволица (Santa Diabla) (2013) – Барбара Кано
- Лицето на отмъщението (El Rostro de la Venganza) (2012) – Вероника Баеса
- Камериерка в Манхатън (Una Maid en Manhattan) (2011/12) – Каталина Лусеро
- Призракът на Елена (El fantasma de Elena) (2010) – Лаура Луна
- Събрани от звездите (Que el cielo me explique) (2010) – Елена Флорес
- Загадките на любовта (Los misterios del amor) (2009) – Ванеса
- Рецепта за любовта (Te tengo en salsa) (2006) – Беатрис Перони
- Никога не казвай сбогом (Nunca te dire adios) (2005) – Фани
- Мъжко момиче (Mujer con pantalones) (2004/05) – Летисия Хюсон
- Истинската красота на Лола (Que buena se puso Lola) (2004) – Мери Попинс
- Не любов, а лудост (Mas que amor...frenesi) (2001) – Вирхиния Фрахардо
- Любовна магия (Herchizo de amor) (2000) – Макабел Алкантра
- Rugemania (1999)
- Женска съдба (Destino de mujer) (1997)
- Росанхелика (Rosangelica) (1993) – Ана Мелиса
- Circo complice (1992)